# La Fundición, Michoacán de Ocampo
La Fundición är en ort i Mexiko.   Den ligger i kommunen Zitácuaro och delstaten Michoacán de Ocampo, i den södra delen av landet, 120 km väster om huvudstaden Mexico City. La Fundición ligger 2 214 meter över havet och antalet invånare är 1 731.
Terrängen runt La Fundición är kuperad åt nordväst, men åt sydost är den bergig. Terrängen runt La Fundición sluttar västerut. Runt La Fundición är det tätbefolkat, med 308 invånare per kvadratkilometer. Närmaste större samhälle är Heróica Zitácuaro, 6,0 km väster om La Fundición. Omgivningarna runt La Fundición är en mosaik av jordbruksmark och naturlig växtlighet.